# Isar (Hiszpania)
Isar – gmina w Hiszpanii, w prowincji Burgos, w Kastylii i León, o powierzchni 66,42 km². W 2011 roku gmina liczyła 364 mieszkańców.